# Une théorie économique de la démocratie
Une théorie économique de la démocratie est un traité de science politique écrit par Anthony Downs, publié en 1957.